# Sarua jezik
Sarua jezik (saroua, sarwa; ISO 639-3: swy), istočnočadski jezik kojim govori oko 2 000 ljudi duž rijeke Chari u departmanu Loug-Chari, Čad. Većina se služi i jezikom bagirmi [bmi].
Srodan je jeziku Gadang [gdk]. ne smije se brkati s jezikom sharwa [swq] iz Kameruna.

## Vanjske poveznice
- Ethnologue (14th)
- Ethnologue (15th)